# William Lily
William Lily, Lilye o Lilly, latinizado Gulielmus Lylius (Odham, ca. 1468 – Londres, 25 de febrero de 1522), fue un humanista inglés, autor de la gramática latina más utilizada en Inglaterra.

## Biografía
Entró en la Universidad de Oxford en 1486. Tras graduarse realizó un peregrinaje a Jerusalén, de vuelta del cual estuvo en Rodas (ocupada por los Caballeros de San Juan), donde contactó con griegos bizantinos que habían salido de Constantinopla (tomada por los turcos), y en Italia, donde asistió a las clases de Angelus Sabinus (Angelo Sabino), Sulpitius Verulanus (Giovanni Sulpizio da Veroli) y Pomponius Laetus (Pomponio Leto) en Roma, y a las de Egnatius (Egnazio, Giovanni Battista Cipelli) en Venecia.
A su vuelta se estableció como profesor de gramática en Londres, donde entabló amistad con Tomás Moro. Se cree que fue el primero que enseñó griego. En 1510 fue llamado por John Colet, deán de San Pablo, para abrir la escuela de San Pablo, que más tarde se haría famosa, siendo su primer high master en 1512 (Colet había ofrecido el puesto a Erasmo, pero éste lo rechazó). Entre sus alumnos estuvieron William Paget, primer Barón Paget, John Leland, Antony Denny, Thomas Wriothesley, primer Conde de Southampton, y Edward North, primer Barón North.
Murió durante la peste de 1522.

## Obras
- Brevissima Institutio. Utilizado para la enseñanza, partió de un esquema de Colet y fue corregido por Erasmo. Tuvo distintas ampliaciones y se publicó en 1534 como Rudimenta Grammatices. Su versión más estable quedó fijada en 1540, y en 1542 el rey Enrique VIII decretó que fuera el único texto que pudieran utilizar las escuelas de gramática.
- Progymnasmata Thomae Mori et Gulielmi Lylii Sodalium (1518)
- Antibossicon ad Gulielmum Hormannum (1521), en polémica con su rival Robert Whittington[7] (quien, bajo el nombre de Bossus, escribía versos satíricos contra Lily) y en apoyo de William Horman.[8] A la polémica, que se desarrolló entre 1519 y 1521, se la llamó "guerra de los gramáticos" (Grammarian's War).[9]